# Véridique Najean
Véridique Najean est un homme politique français né le 2 janvier 1795 à Neufchâteau (Vosges) et décédé le 24 mai 1874 à Neufchâteau (Vosges).

## Biographie
Entré dans l'armée en 1812, il intègre la garde impériale et est blessé à la bataille de Waterloo. Avocat à Neufchâteau, il est un opposant libéral à la Restauration. Conseiller municipal de Neufchâteau et conseiller d'arrondissement, il est député des Vosges de 1848 à 1849, siégeant comme républicain modéré.

## Sources
- « Véridique Najean », dans Adolphe Robert et Gaston Cougny, Dictionnaire des parlementaires français, Edgar Bourloton, 1889-1891 [détail de l’édition]